# 隆禅
隆禅（りゅうぜん、長暦2年（1038年） - 康和2年7月14日（1100年8月21日））は、平安時代後期の法相宗の僧。父は左少将藤原政兼（一説によれば源雅兼ともいう）。

## 生涯
興福寺南院の円縁僧都に師事して唯識・因明・法相教学を学んだ。延久5年（1073年）維摩会の講師をつとめ、永保2年（1082年）に律師に任じられ、以後興福寺別当・法印を経て権大僧都に任じられた。寛治元年（1087年）、興福寺に大乗院を開創して第1世となり、一乗院と並ぶ門跡寺院としての大乗院の礎を築いた。永長元年（1096年）には興福寺権別当に任じられ、大和国長谷寺・大安寺の寺務も兼任した。